# Mike Godwin
Michael Wayne Godwin (* 26. října 1956) je advokát a spisovatel ze Spojených států amerických.
Vystudoval Texaskou univerzitu. Je znám jako autor Godwinova zákona, který formuloval v době, kdy byl zaměstnancem Electronic Frontier Foundation. V letech 2007 až 2010 byl hlavním právním poradcem nadace Wikimedia.